# Olga, la hija de aquella princesa rusa
Olga, la hija de aquella princesa rusa es una película argentina dirigida por Diego Santillán sobre su propio guion basado en su novela del mismo nombre, que se estrenó el 3 de agosto de 1972 y que tuvo como protagonistas a Eduardo Bergara Leumann, Homero Cárpena, Libertad Leblanc y Pablo Palitos.

## Sinopsis
La princesa rusa Olga se refugia en París huyendo de la Revolución de Octubre y es protegida por varios amantes ricos hasta que se enamora de un médico pobre.

## Reparto
- Eduardo Bergara Leumann
- Homero Cárpena
- Alberto del Solar
- Saúl Jarlip
- Libertad Leblanc
- Guillermo Macro
- Rodolfo Onetto
- Pablo Palitos
- Andrés Percivale
- Rogelio Romano
- Rogelio Román
- León Sarthié

## Comentario
La crítica de La Nación  expresaba: “Farsa disparatada que intenta provocar la hilaridad con remanidas situaciones de alcoba y que luego deriva al género de vodevil”. Por su parte el crítico de La Opinión escribió: “Ambientado en un París de cartón temblequeante y recorrida por personajes increíbles e insufribles […] el lugar de la farsa lo ocupa una falta de imaginación tan estridente como los decorados chillones”.